# أنيا ريختر
أنيا ريختر (بالألمانية: Anja Richter) هي غطاسة نمساوية، ولدت في 5 أكتوبر 1977 في فيينا في النمسا.

## وصلات خارجية
- أنيا ريختر على موقع الاتحاد الدولي للسباحة (الإنجليزية)
- أنيا ريختر على موقع قاعدة بيانات الغوص IAT (الألمانية)
- أنيا ريختر على موقع اللجنة الأولمبية الدولية (الإنجليزية)
- أنيا ريختر على موقع أوليمبيديا (الإنجليزية)